# نوريو ناكاي
نوريو ناكاي (باليابانية: 中井紀夫) (20 نوفمبر 1952)؛ روائي ياباني.